# Wilhelm Heinrich Beckher
Wilhelm Heinrich Beckher (auch: Becker; * 2. Juni 1694 in Königsberg (Preußen); † 2. Oktober 1768 in Labiau) war ein deutscher lutherischer Theologe.

## Leben
Der Sohn des königlichen Rats Daniel Friedrich Beckher und dessen Frau Katharina Elisabeth Hesse hatte anfänglich Privatunterricht erhalten. Am 27. Mai 1711 immatrikulierte er sich an der Universität Königsberg, wo er ein Studium der Theologie absolvieren wollte. Dazu besuchte er die Vorlesungen in Dialektik, Analytik, Ethik und Politik bei Paul Rabe (1656–1713), Astronomie, Geschichte, Geographie, Natur und Völkerrecht bei Georg Thegen, Physik, Metaphysik und Hebräisch bei dem Christian Gabriel Fischer (1686–1751) und Experimentalphysik bei Heinrich von Sanden. Seine theologischen Vorlesungen absolvierte er bei Bernhard von Sanden der Jüngere, Johann Ernst Segers (1675–1719) und Michael Schreiber.
Nachdem er die Disputationen De nomine logicae et dialecticae et paedia cuiuis scientiae praemittenda. 1712, 27. Apr. (Praeside Prof. Rabe), De unione animae et corporis. 1716, 19. Febr. (Praes. M. Goltz), De curiosa theologia vana et periculosa, Diss. VIII. de homine. 1716, Oct (Praes. D. Maseeovio) und In oraculum Jacobi, Gen. XLIX, 10—12, de adventu Schilo. 1716, 18. Dez. (Praes. D. Bernh. de Sanden) abgehalten hatte, erwarb er 1717 den akademischen Grad eines Magisters. Er hielt anschließend selbst Vorlesungen an der Universität. 1722 absolvierte er sein Examen am samländischen Konsistorium als Kandidat des Predigtamtes. Am 7. August 1723 wurde er Erzpriester-Adjunkt und Diakon in Labiau sowie 1731 daselbst Erzpriester. In jener Zeit verfasste er einige theologische Schriften und kümmerte sich um die Entwicklung des Schulwesens in Labiau. 1768 wurde er wegen seines Alters emeritiert.

## Werke
- Scheda critico -litteraria De praejadiciis, quae Epicurum foedae voluptatis reum incrustarunt, … pro recept. in Facolt Philoe. Königsberg 1718. 25. Jun.
- De controversii praecipuis Balthasari Beckhero, Theologo Batavo quondam motis ob libruiu, cui titulum fecit: Die bezauberte Welt. Königsberg und Leipzig 1721
- Schediasma de co: Utrum Cartesius, qui de omnibus dubitandum esse credidit, Numinis divini quoqae existentiam in dubium vocavcrit, et exinde recte Atheis annumoretur?  Königsberg und Leipzig 1724
- Das Testament Gottes von unserer Seligkeit. Dominic. XIII p. Trinit. Königsberg 1724
- Die beyden Söhne Abrahams, als Vorbilder der beyden Testamente Gottes. Dom. Laet. Königsberg 1726
- Die vornehmsten Irrthümer in der Lehre von der Sünde. Dom. Cant. Königsberg 1728
- Der wohleingerichtete äußerliche Gottesdienst der Christen. Dom. Rog. Königsberg 1728
- Der Vorgeschmack des ewigen Lebens im Tode der Gläubigen nach dem Exempel Stephani. Fer. II. nat. Königsberg 1730
- Kurzer Auszug aus denen vornehmsten Königlichen Preußischen Edicten und Verordnungen welche in Kirchen-Sachen in dem Königreich Preußen publiciret worden. Berlin 1731, 2. Aufl. unter dem Titel: Preußische Kirchenregistratur etc. von Fr. Sam. Bock. Königsberg und Leipzig 1769, fortgesetzt von Ludwig Ernst Borowski. Königsberg 1773
- Der zwar empfindliche jedennoch höchst-angenehme Advent und Zukunft Christi in unseren Herzen, über Apoc. III, 20. Königsberg 1735
- Beschreibung des Schlosses und der Stadt Labiau. In Erläut. Preußen. Bd. II S. 706–726
- Beschreibung des großen und kleinen Friedrichs-Graben im Labiauschen Werder. In: Erläut. Preußen Bd. IV, S. 272–308
- Historische Nachricht von dem Corpore doctrinae prutentico. In: Act. Boruss. Bd. I S. 482–517
- Eines Preußischen Predigers unmaßgeblicher Vorschlag zu neuen Evangelischen und Epistolischen Texten. In: Preuß. Zehenden Bd. 1 S. 854–867
- Entwurf der vornehmsten Biblischen Historien, A. u. N. Testaments zum Behuf der Catechetischen Uebungen in Kirchen und Schulen. Preuß. Zehenden Bd. II S. 759–816